# Abstagen (herb szlachecki)
Abstagen (Abtshagen) – polski herb szlachecki z nobilitacji.

## Opis herbu
W polu czarnym lew złoty, wyskakujący zza muru czerwonego o trzech rzędach.
Klejnot: Na hełmie bez korony, kołpak czarny z wyłogiem czerwonym i z sześcioma piórami kogucimi czarnymi i czerwonymi na przemian.
Labry czerwone podbite czernią.

## Najwcześniejsze wzmianki
Herb nadany Jakubowi Abtshagen – rajcy gdańskiemu i jego bratu Janowi 13 kwietnia 1527 r. w Gdańsku. Pieczętował się nim dziadek wyżej wymienionych od strony matki – Wilhelm de Jordan, który otrzymał go nobilitacją 2 grudnia 1453 od cesarza Fryderyka III.

## Herbowni
Abstagen – Abtshagen.